# الإثبات بلا كشف
الإثبات بلا كشف في علم التعمية هي طريقة يمكن من خلالها لطرف (المُثبِّت) أن يثبت لطرف آخر (المُحقق) أن عبارة معينة صحيحة، مع تجنب نقل أي معلومات إلى المُحقق تتجاوز مجرد حقيقة صحة العبارة، دون الكشف عن الشيء بذاته ولا أي معلومات أخرى غير أنه يعرف مقدار ذاك الشيء.
الفكرة وراء إثباتات المعرفة بلا كشف هو أنه من التافه إثبات حيازة معلومات معينة بمجرد الكشف عنها؛ فالتحدي هو إثبات هذه الحيازة دون الكشف عن المعلومات أو أي جانب منها مهما كان.
في ضوء حقيقة أنه لا ينبغي للمرء أن يكون قادرًا على تقديم دليل على بعض الإفادات إلا عندما تكون لديه معلومات سرية معينة مرتبطة بالإفادة، فإن المُحقق، حتى بعد اقتناعه بصحة الإفادة، يجب أن يظل غير قادر على إثبات صحة الإفادة لأطراف ثالثة.